# Đeletovci

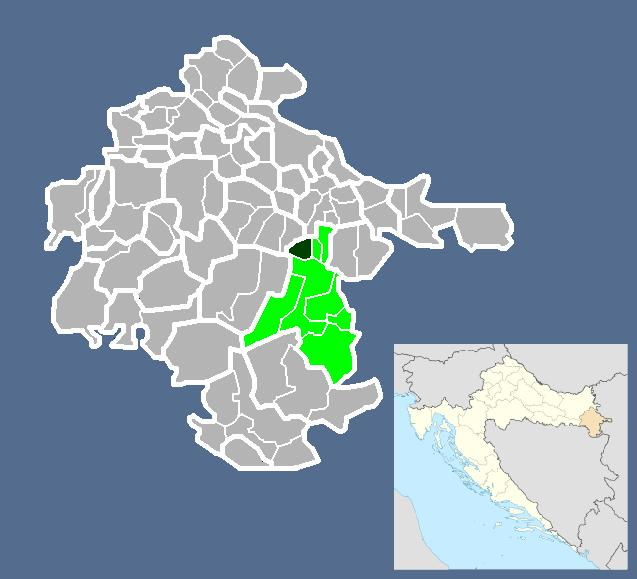
Położenie wsi na mapie gminy Nijemci

Đeletovci (serb. Ђелетовци) – wieś we wschodniej Chorwacji, w Sremie, w żupanii vukowarsko-srijemskiej, w gminie Nijemci.
W 2001 roku wieś liczyła 685 mieszkańców, z kolei w 2011 roku we wsi mieszkało 511 osób.
W 2011 roku liczba gospodarstw domowych we wsi wyniosła 182.
We wsi znajduje się stacja kolejowa Đeletovci.